# Eublemma salangi
Eublemma salangi is een vlinder uit de familie van de spinneruilen (Erebidae). De wetenschappelijke naam van deze soort werd voor het eerst voorgesteld als Porphyrinia salangi door Edward Parr Wiltshire in een publicatie uit 1961.
De soort komt voor in Afghanistan.